# غثمه العساكرة (حجر الصيعر)
غثمه العساكرة هي إحدى قرى عزلة حجر الصيعر بمديرية حجر الصيعر التابعة لمحافظة حضرموت، بلغ تعداد سكانها 12 نسمة حسب تعداد اليمن لعام 2004.